# Richard Griffiths (historiador)
Richard Mathias Griffiths (n. 1935) es un historiador británico.

## Biografía
Habría nacido en 1935. Ha cultivado temas como la literatura francesa y el estudio de la derecha política.
Entre sus obras se encuentran títulos como The Reactionary Revolution: The Catholic Revival in French Literature, 1870-1914 (Constable, 1966), Marshal Pétain (Constable, 1970), Fellow Travellers of the Right: British Enthusiasts for Nazi Germany 1933-9 (Constable, 1980), The Use of Abuse. The Polemics of the Dreyfus Affair and its Aftermath (Berg, 1991), Patriotism Perverted: Captain Ramsay, the Right Club and British Anti-Semitism, 1939-40 (Constable, 1998), The Pen and the Cross: Catholicism and English Literature, 1850-2000 (Continuum, 2010), The Entrepreneurial Society of the Rhondda Valleys, 1840–1920: Power and Influence in the Porth-Pontypridd Region (2010) y Essais sur la littérature catholique (1870-1940) Pèlerins de l'absolu (Classiques Garnier, 2018), entre otros.